# Narodowy rezerwat przyrody w Czechach

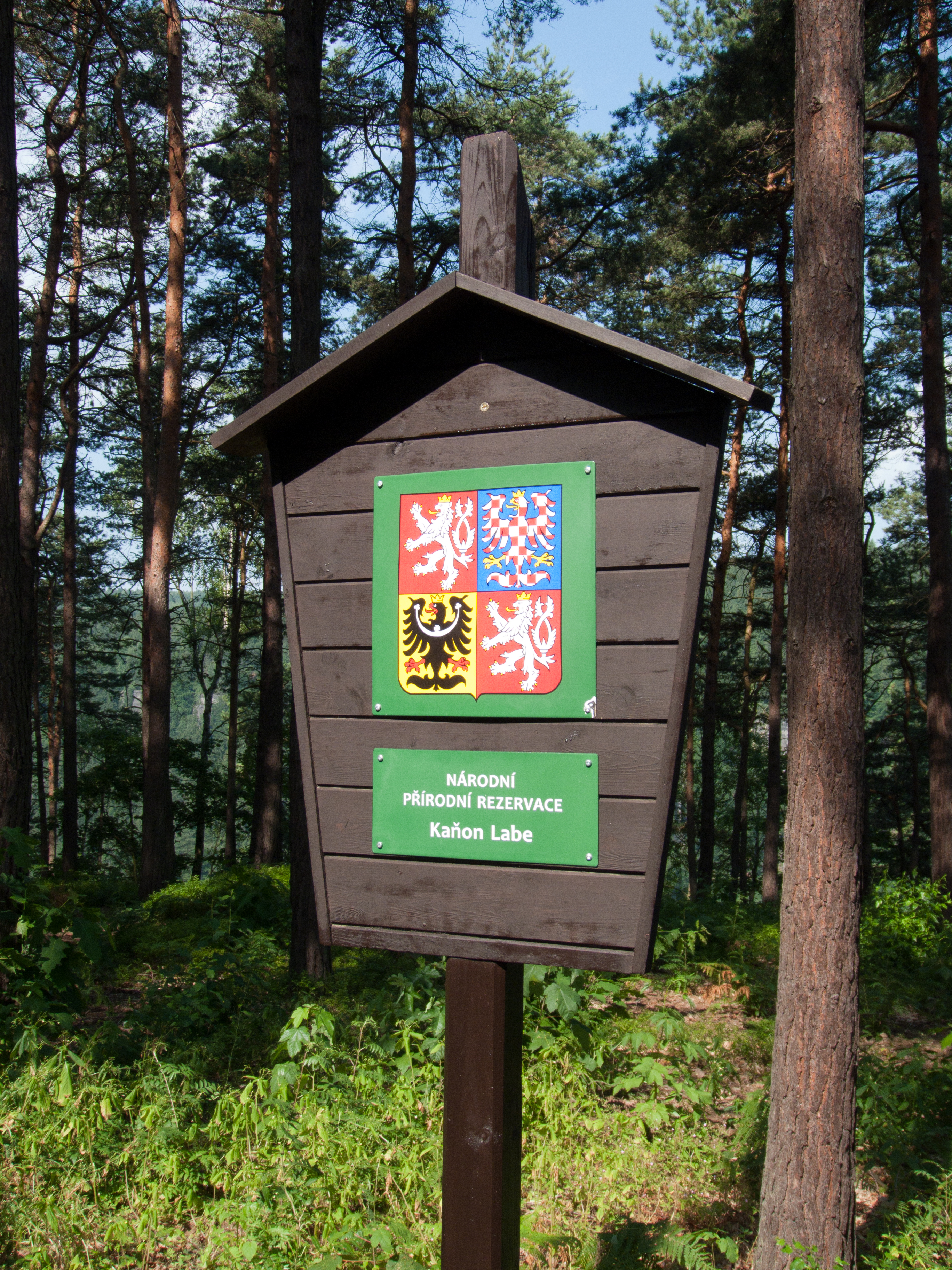
Tablica oznaczająca narodowy rezerwat przyrody w Czechach

Narodowy rezerwat przyrody w Czechach (cz. Národní přírodní rezervace, NPR) – najwyższa kategoria ochrony niewielkich obszarów w Czechach funkcjonująca zgodnie z ustawą nr 114 z 1992 roku. Pod koniec 2011 funkcjonowało 110 takich rezerwatów. 
Regionalne znaczenie mają rezerwaty przyrody.

## Przykłady
- Narodowy rezerwat przyrody Čantoryje
- Narodowy rezerwat przyrody Mionší